# Jean-Luc Vinuesa
Jean-Luc Vinuesa est un footballeur français né le 20 décembre 1960 à Foix. Il évoluait au poste d'attaquant.
Il a disputé 10 matchs dans le championnat de France de Division 1 (avec Toulouse en 1982/83) et 378 matchs en Division 2 pour 49 buts.

## Biographie
Il commence à jouer dans son département d’origine avec l'équipe de Varilhes. En 1983, il quitte la Division 1 après une seule saison au plus haut niveau, et rejoint le FC Sète, en Division 2, en compagnie de l'espoir toulousain au poste d'avant-centre, Patrice Ségura (22 ans). Il sera rejoint l'année suivante par un autre toulousain, le no 10 gaucher Jean Diaz (alors âgé de 29 ans).
Il joue en Division 2 sans discontinuer jusqu'en 1993, quand le Stade ruthénois est relégué.
En 1994, après une grosse saison en National 1 avec Guingamp, il revient au Rodez Aveyron Football (nouvelle appellation du Stade ruthénois), en National 2 (futur CFA) comme joueur, puis en décembre, il y entame une "carrière" d'entraîneur (10 matchs). Le Rodez AF termine 4e du groupe C et est promu en National 1. Il met fin à sa carrière sur ce fait d'armes.
Il s'installe à Pamiers, en Ariège, et travaille dans une entreprise de transport.
De 2009 à 2011, il entraîne le FC Lavelanet-Mirepoix.
En 2013-14, il entraîne le FC Saint-Girons.
En 2015-16, il entraine l'AS Rieux-de-Pelleport.
En 2016, il travaille dans une entreprise de déménagements des sportifs du football et du rugby.

## Palmarès
- Champion de France de Division 2 en 1982